# Giro de Italia 1969
La 52.ª edición del Giro de Italia se disputó entre el 16 de mayo y el 8 de junio de 1969, con un recorrido de 23, una de ellas dobles, y 3851 km, que el vencedor completó a una velocidad media de 34,942 km/h. La carrera comenzó en Garda y terminó en Milán.
Tomaron la salida 130 participantes, de los cuales 81 terminaron la carrera.
El Giro de Italia 1969 presentaba el principal atractivo de la lucha entre Felice Gimondi y Eddy Merckx por la victoria. Fue el ciclista belga el primero en golpear, en la 3.ª etapa, tras ganar al sprint, triunfo que repetiría al día siguiente en la primera contrarreloj de la carrera, de 21 kilómetros, donde no hubo demasiadas diferencias. Mucho mayores fueron las diferencias en la 15.ª etapa, en la segunda contrarreloj, de 49 kilómetros. En esta ocasión, el belga aventajó a Gimondi en un minuto y al resto de corredores en más de tres. Sin embargo, al día siguiente saltaría una noticia impactante, el positivo de Merckx en un control antidopaje, lo cual supuso su expulsión de la carrera. Aunque el positivo y la corrección de las pruebas fueron ratificados, Merckx defendió en todo momento su inocencia. Mucho se habló del tema, sugiriendo una acción mafiosa contra el campeón belga. Una consecuencia del positivo sería la de un mes de suspensión en toda prueba ciclista, lo cual le habría impedido participar en el Tour de Francia 1969. Sin embargo, la pena fue sobreseída y Merckx finalmente pudo acudir a la ronda gala, en la cual consumaría su primera victoria.
Por su parte, Gimondi se encontró con la maglia rosa y con pocas adversidades para alzarse con la victoria, una vez retirado de la competición El Caníbal. En el terrible final de carrera, con varias etapas de alta montaña seguidas, Gimondi solo fue superado claramente en la 21.ª etapa, ganada por Claudio Michelotto, a la postre segundo en la general y vencedor de la clasificación de la montaña. La anterior etapa había tenido que ser anulada por las inclemencias meteorológicas. De esta forma, Gimondi ganaba su segundo Giro de Italia.
La participación española se vio reducida en esta edición únicamente a la presencia Julio Jiménez, el cual tampoco tuvo una actuación destacada, terminando 36º en la clasificación general.

## Equipos participantes
| Equipo    | Jefe de filas          |
| Faema     | Eddy Merckx            |
| Eliolona  | Julio Jiménez          |
| Filotex   | Franco Bitossi         |
| Ferretti  | Albert van Vlierberghe |
| G.B.C.    | Roberto Ballini        |
| Germanvox | Vito Taccone           |
| Gris 2000 | Gianfranco Bianchin    |

| Equipo    | Jefe de filas       |
| Max Meyer | Giampaolo Cucchieti |
| Molteni   | Michele Dancelli    |
| Sagit     | Aldo Balasso        |
| Salvarani | Rudi Altig          |
| Sanson    | Silvano Schiavon    |
| Scic      | Vittorio Adorni     |
|           |                     |

## Etapas
| Etapa | Recorrido                   | Km         | Ganador                | Líder              |
| 1.ª   | Garda-Brescia               | 142        | Giancarlo Polidori     | Giancarlo Polidori |
| 2.ª   | Brescia-Mirandola           | 180        | Davide Boifava         | Davide Boifava     |
| 3.ª   | Mirandola-Montecatini Terme | 188        | Eddy Merckx            | Giancarlo Polidori |
| 4.ª   | Montecatini Terme           | 21 (CRI)   | Eddy Merckx            | Giancarlo Polidori |
| 5.ª   | Montecatini Terme-Follonica | 194        | Albert Van Vlierberghe | Giancarlo Polidori |
| 6.ª   | Follonica-Viterbo           | 198        | Franco Cortinovis      | Giancarlo Polidori |
| 7.ª   | Viterbo-Terracina           | 206        | Eddy Merckx            | Giancarlo Polidori |
| 8.ª   | Terracina-Nápoles           | 133        | Marino Basso           | Giancarlo Polidori |
| 9.ª   | Nápoles-Potenza             | 173        | Michele Dancelli       | Eddy Merckx        |
| 10.ª  | Potenza-Campitello Matese   | 254        | Carlo Chiappano        | Eddy Merckx        |
| 11.ª  | Campobasso-Scanno           | 165        | Franco Bitossi         | Eddy Merckx        |
| 12.ª  | Scanno-Silvi Marina         | 180        | Ugo Colombo            | Silvano Schiavon   |
| 13.ª  | Silvi Marina-Senigallia     | 166        | Marino Basso           | Silvano Schiavon   |
| 14.ª  | Senigallia-San Marino       | 185        | Franco Bitossi         | Eddy Merckx        |
| 15.ª  | Cesenatico-San Marino       | 49.3 (CRI) | Eddy Merckx            | Eddy Merckx        |
| 16.ª  | Parma-Savona                | 234        | Roberto Ballini        | Felice Gimondi     |
| 17.ª  | Celle Ligure-Pavia          | 182        | Ole Ritter             | Felice Gimondi     |
| 18.ªa | Pavia-Zingonia              | 115        | Marino Basso           | Felice Gimondi     |
| 18.ªb | Zingonia-San Pellegrino     | 100        | Marino Basso           | Felice Gimondi     |
| 19.ª  | San Pellegrino-Folgaria     | 248        | Italo Zilioli          | Felice Gimondi     |
| 20.ª  | Trento-Marmolada            | -          | Anulada                | Felice Gimondi     |
| 21.ª  | Rocca Pietore-Cavalese      | 131        | Claudio Michelotto     | Felice Gimondi     |
| 22.ª  | Cavalese-Folgarida          | 150        | Vittorio Adorni        | Felice Gimondi     |
| 23.ª  | Folgarida-Milán             | 257        | Attilio Benfatto       | Felice Gimondi     |

## Clasificaciones
| \| 1. \| Felice Gimondi \| Italia \| Salvarani \| 106h 47' 03" \| \| 2. \| Claudio Michelotto \| Italia \| Max Meyer \| + 3' 35" \| \| 3. \| Italo Zilioli \| Italia \| Filotex \| + 4' 48" \| \| 4. \| Silvano Schiavon \| Italia \| Sanson \| + 7' 01" \| \| 5. \| Ugo Colombo \| Italia \| Filotex \| + 11' 54" \| \| 6. \| Michele Dancelli \| Italia \| Molteni \| + 14' 01" \| \| 7. \| Aldo Moser \| Italia \| G.B.C. \| a 20' 15" \| \| 8. \| Primo Mori \| Italia \| Max Meyer \| + 20' 25" \| \| 9. \| Rudi Altig \| Alemania Occidental \| Salvarani \| + 23' 57" \| \| 10. \| Franco Bitossi \| Italia \| Filotex \| + 31' 36" \| |                    |                     |           |              |
| 1. | Felice Gimondi     | Italia              | Salvarani | 106h 47' 03" |
| 2. | Claudio Michelotto | Italia              | Max Meyer | + 3' 35"     |
| 3. | Italo Zilioli      | Italia              | Filotex   | + 4' 48"     |
| 4. | Silvano Schiavon   | Italia              | Sanson    | + 7' 01"     |
| 5. | Ugo Colombo        | Italia              | Filotex   | + 11' 54"    |
| 6. | Michele Dancelli   | Italia              | Molteni   | + 14' 01"    |
| 7. | Aldo Moser         | Italia              | G.B.C.    | a 20' 15"    |
| 8. | Primo Mori         | Italia              | Max Meyer | + 20' 25"    |
| 9. | Rudi Altig         | Alemania Occidental | Salvarani | + 23' 57"    |
| 10. | Franco Bitossi     | Italia              | Filotex   | + 31' 36"    |

| \| 1. \| Claudio Michelotto \| Italia \| Max Meyer \| 330 puntos \| \| 2. \| Italo Zilioli \| Italia \| Filotex \| 250 puntos \| \| 3. \| Felice Gimondi \| Italia \| Salvarani \| 230 puntos \| |                    |        |           |            |
| 1. | Claudio Michelotto | Italia | Max Meyer | 330 puntos |
| 2. | Italo Zilioli      | Italia | Filotex   | 250 puntos |
| 3. | Felice Gimondi     | Italia | Salvarani | 230 puntos |

| \| 1. \| Franco Bitossi \| Italia \| Filotex \| 182 puntos \| \| 2. \| Marino Basso \| Italia \| Molteni \| 166 puntos \| \| 3. \| Michele Dancelli \| Italia \| Molteni \| 129 puntos \| |                  |        |         |            |
| 1. | Franco Bitossi   | Italia | Filotex | 182 puntos |
| 2. | Marino Basso     | Italia | Molteni | 166 puntos |
| 3. | Michele Dancelli | Italia | Molteni | 129 puntos |

| \| 1. \| Molteni \| Italia \| - \| - \| |         |        |   |   |
| 1.                                      | Molteni | Italia | - | - |